# Quảng trường tháp đồng hồ

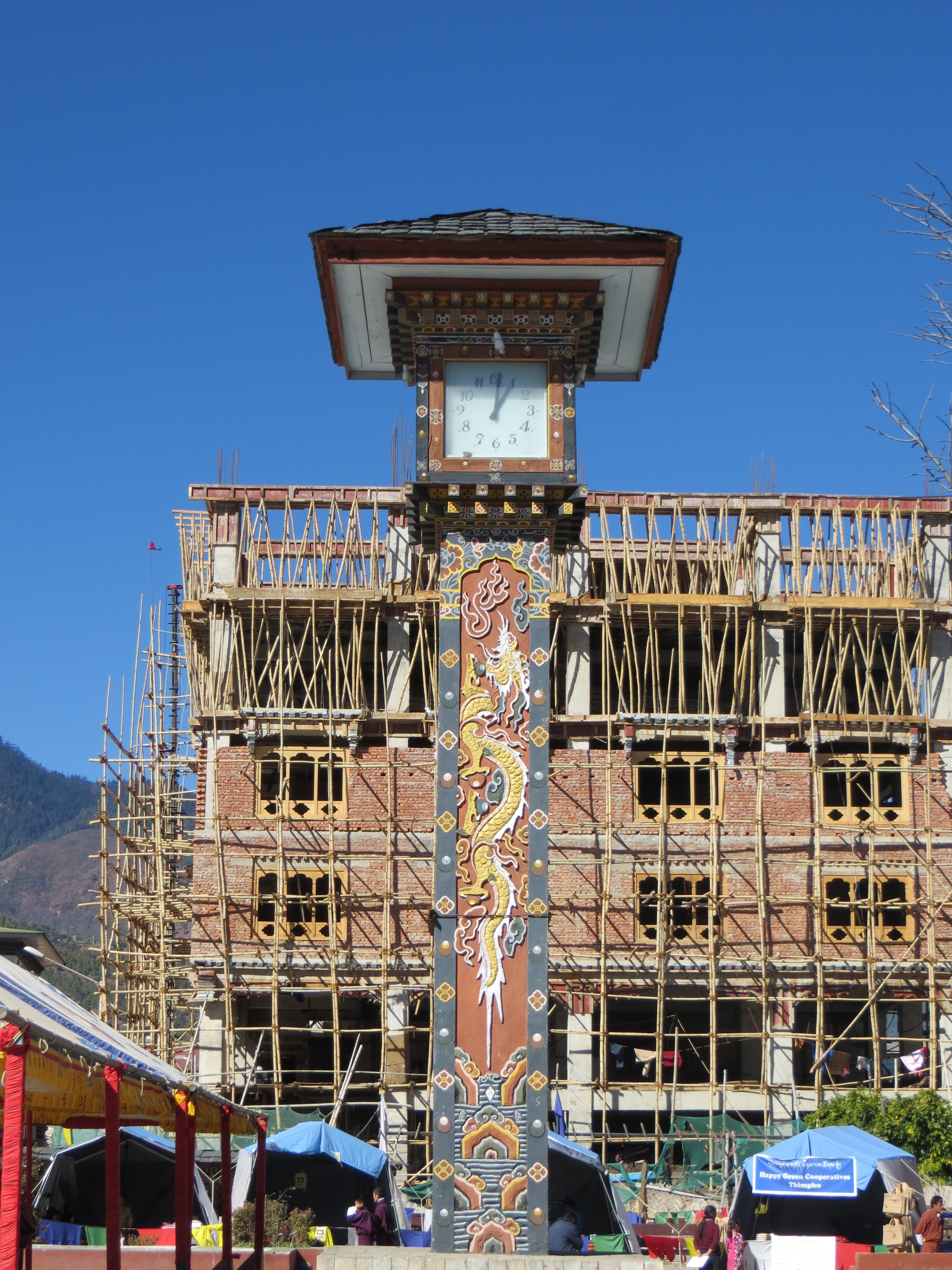
Tháp đồng hồ

Quảng trường tháp đồng hồ (tiếng Anh: Clock Tower Square) là một điểm nổi tiếng nổi tiếng ở Thimphu, thủ đô của Bhutan. Quảng trường có một tháp với bốn mặt đồng hồ, xung quanh quảng trường có nhiều cửa hàng, khách sạn và nhà hàng.

## Địa điểm
Quảng trường tháp đồng hồ nằm ở Norzin Lam, Thimphu gần sân vận động bóng đá quốc gia ở trung tâm thủ đô.

## Kiến trúc

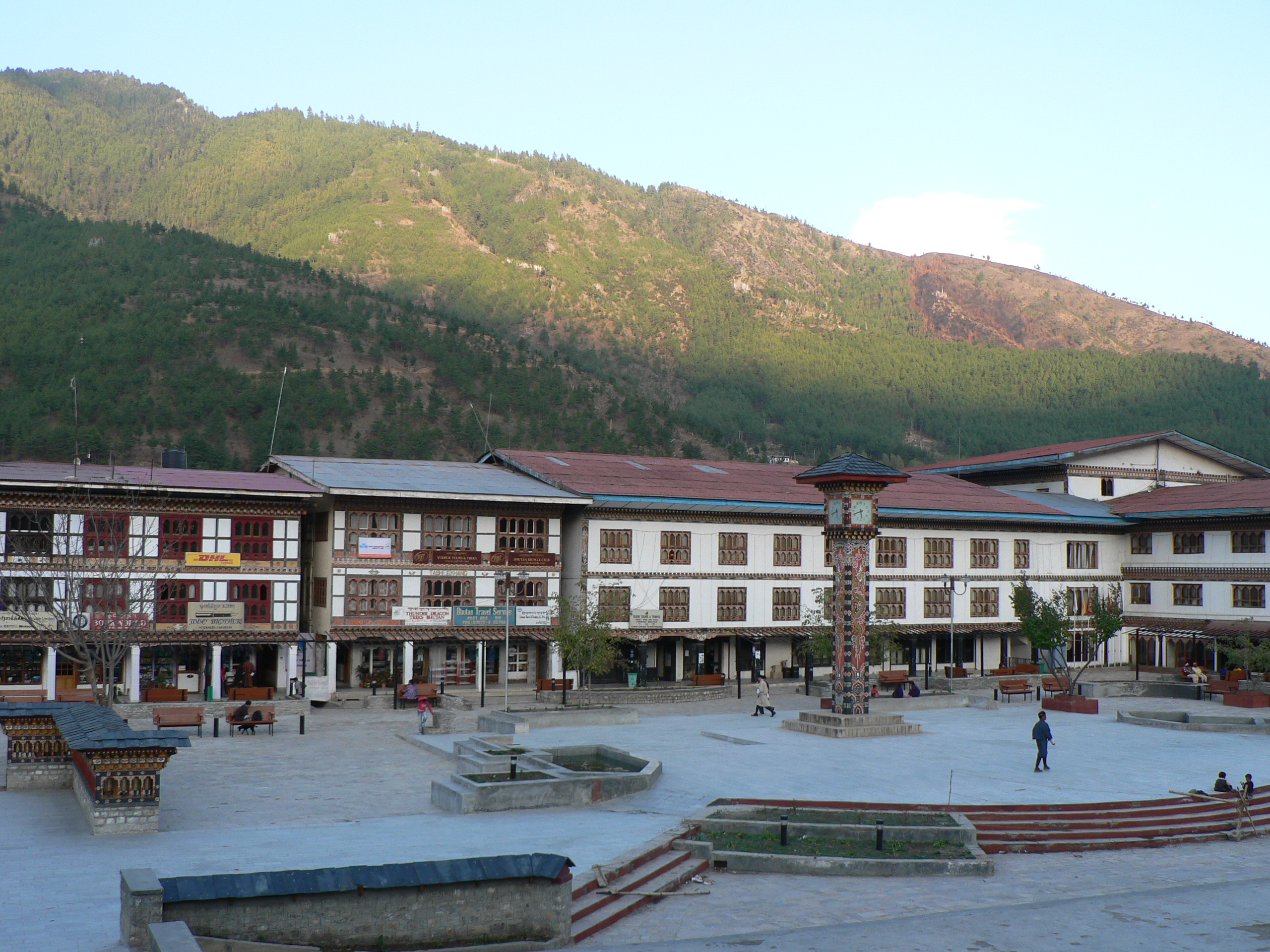
Quảng trường tháp đồng hồ, Norzin Lam, Thimphu

Tháp đồng hồ có một kiến trúc điển hình của người Bhutan với những bức tranh và phù điêu Bhutan phong phú. Có những bức tranh bằng vàng vẽ những con rồng truyền thống ở trên tất cả bốn mặt của tháp, với ý nghĩa Bhutan là một vương quốc rồng độc lập. Có những bức tranh và phù điêu hoa đẹp mắt làm tăng thêm sự lộng lẫy của ngọn tháp. Các cửa hàng, nhà hàng và khách sạn trong quảng trường tháp đồng hồ có sự kết hợp giữa thiết kế kiến trúc Bhutan truyền thống và hiện đại, với mặt tiền gỗ nhiều màu, cửa sổ nhỏ và mái dốc. Các tòa nhà nho nhỏ xung quanh quảng trường có cấu trúc ba tầng đặc trưng..

## Các điểm tham quan khác
Đài phun nước và bánh xe cầu nguyện truyền thống (mang tên Bhutan Mani Lhalhor) nằm trên quảng trường khiến Trimpu trở thành nơi lí tưởng để đặt chân đến. Các bánh xe cầu nguyện được nhìn thấy gần như khắp nơi trên khắp đất nước, đó là một nét văn hóa của người Bhutan và họ tin rằng chúng mang nhiều may mắn. Quảng trường này thường phục vụ cho các sự kiện và hoạt động khác nhau như các sự kiện gây quỹ, lễ trao giải phim, hội chợ thương mại, chương trình âm nhạc trực tiếp... Ngoài ra còn có một sân chơi nhỏ đối diện với tháp nơi trẻ em có thể chơi. Quảng trường đã thậm chí còn là nơi tổ chức cuộc đua xe ngựa Indo-Bhutan.